# Caràngids
La família dels caràngids (Carangidae) està constituïda per peixos pelàgics, osteïctis i de l'ordre dels perciformes.
Algunes espècies tenen importància econòmica, ja que llur carn és saborosa.

## Morfologia

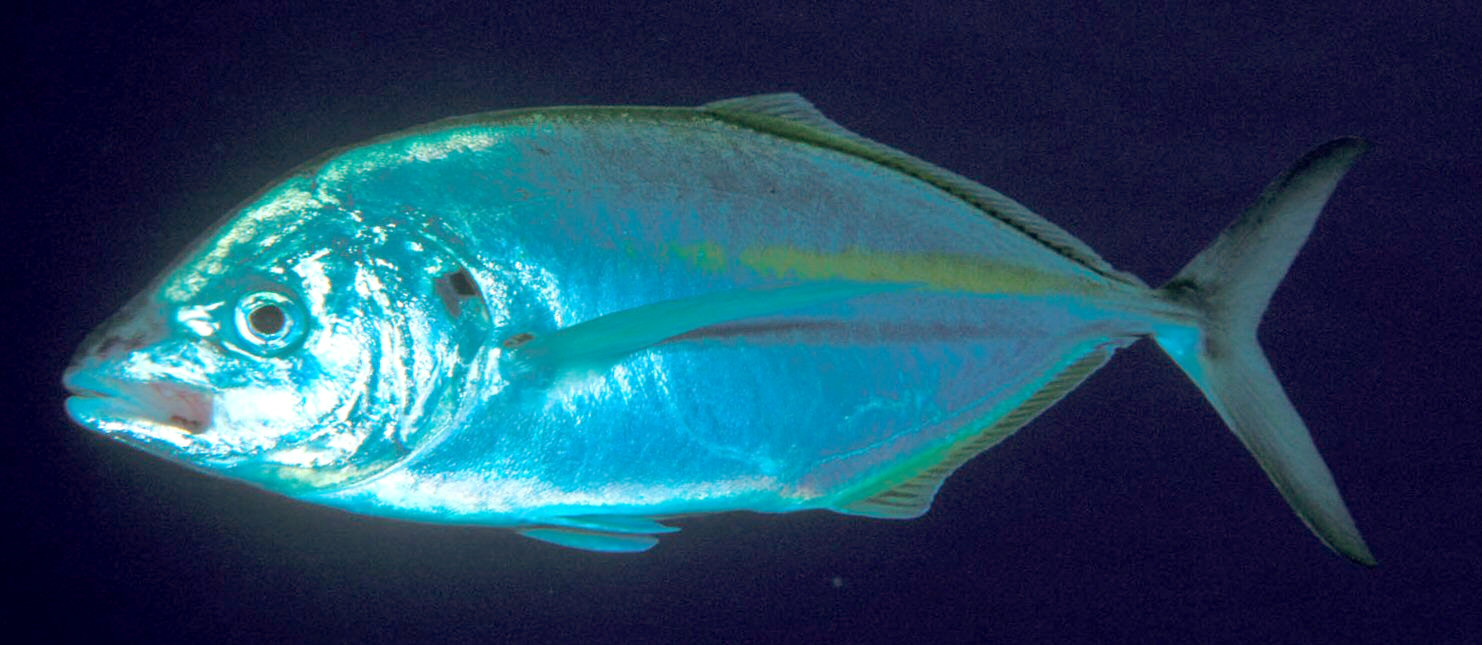
Pseudocaranx dentex

- Hi ha espècies que arriben a talles grosses.
- De cos generalment comprimit (anàleg al dels escòmbrids) i recobert d'escates cicloides.
- El preopercle és llis.
- Tenen dues aletes dorsals: la primera té els radis espinosos i, de vegades, són lliures (també ocorre a l'anal).
- L'aleta caudal és escotada.
- La línia lateral no és recta, té unes plaques òssies i presenta una corba mitjana pronunciada.
- Entre 24 i 27 vèrtebres.[2][3]

## Ecologia

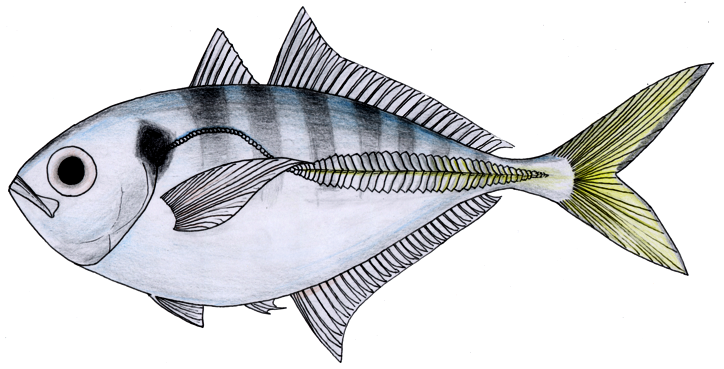
Alepes kleinii

Són d'origen tropical i es troben distribuïts pels oceans Atlàntic, Pacífic i Índic. Són bons nedadors i depredadors que ataquen a gran velocitat. Són peixos oceànics o litorals propis de les aigües marines i salabroses tropicals i temperades. Solen formar moles i realitzen migracions.

## Taxonomia

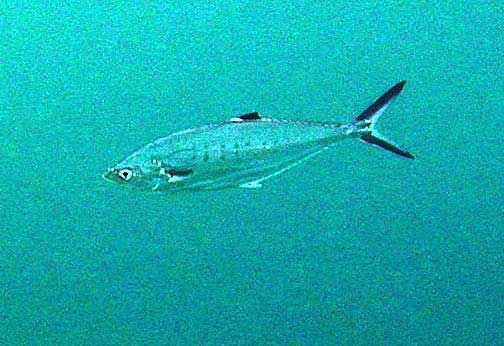
Scomberoides lysan

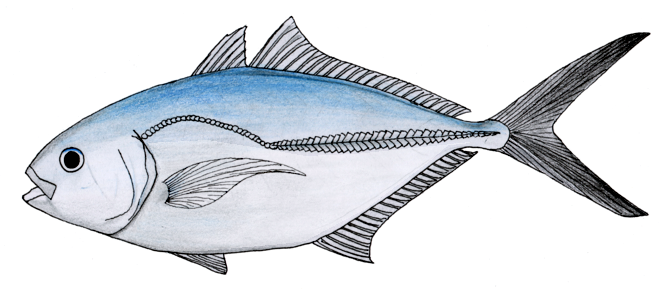
Alepes vari

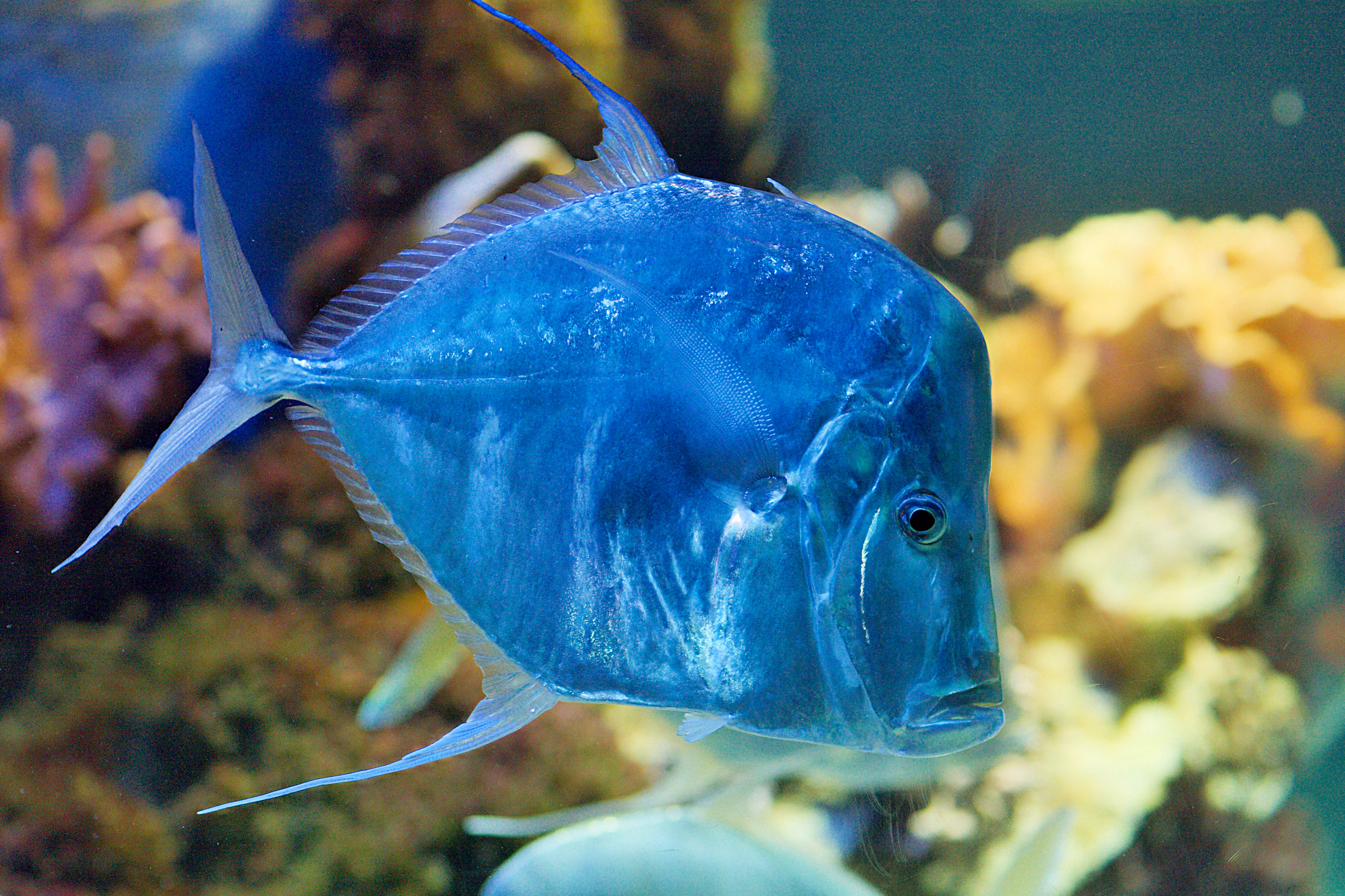
Selene vomer

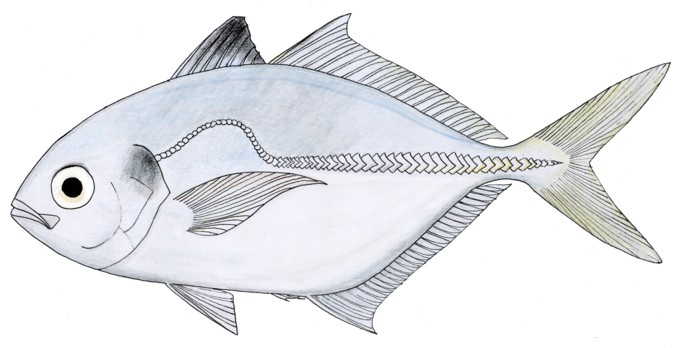
Alepes melanoptera

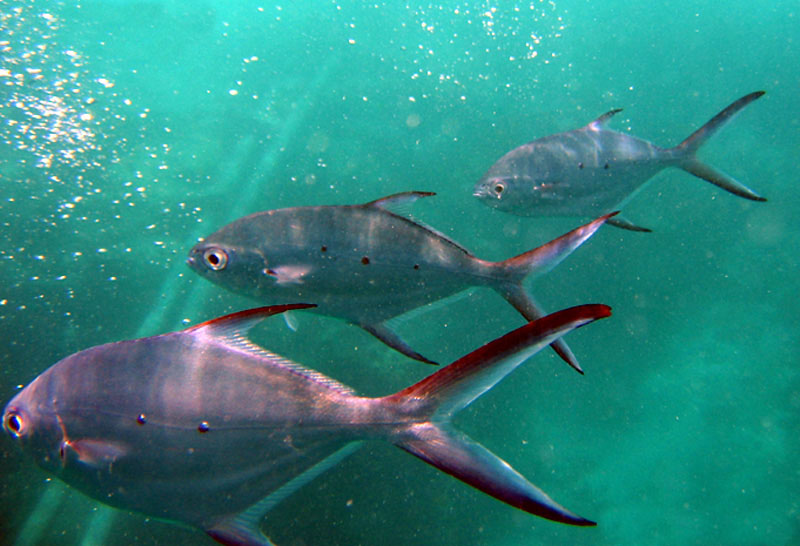
Trachinotus baillonii

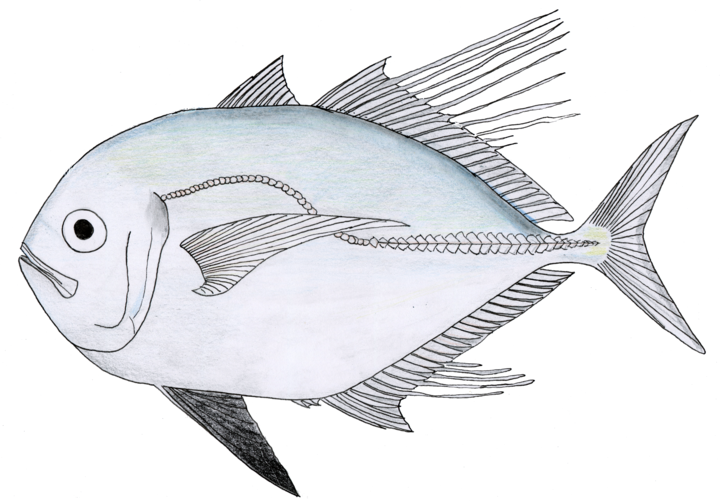
Atropus atropos

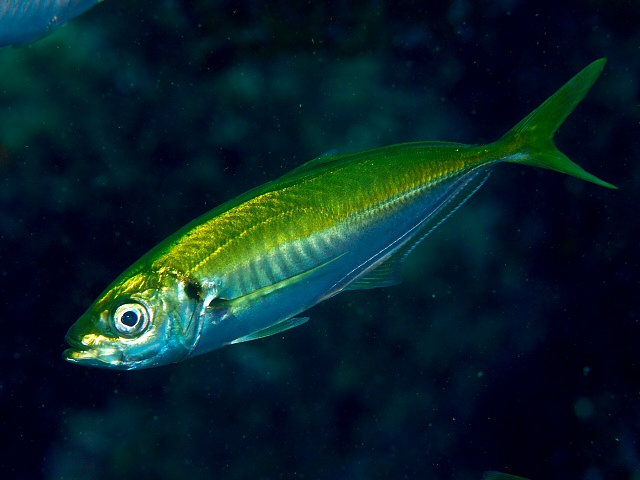
Trachurus japonicus

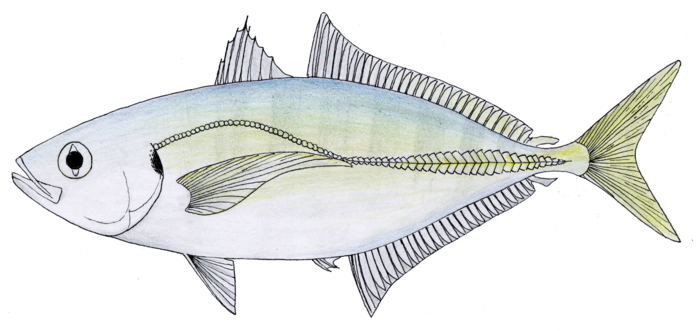
Atule mate

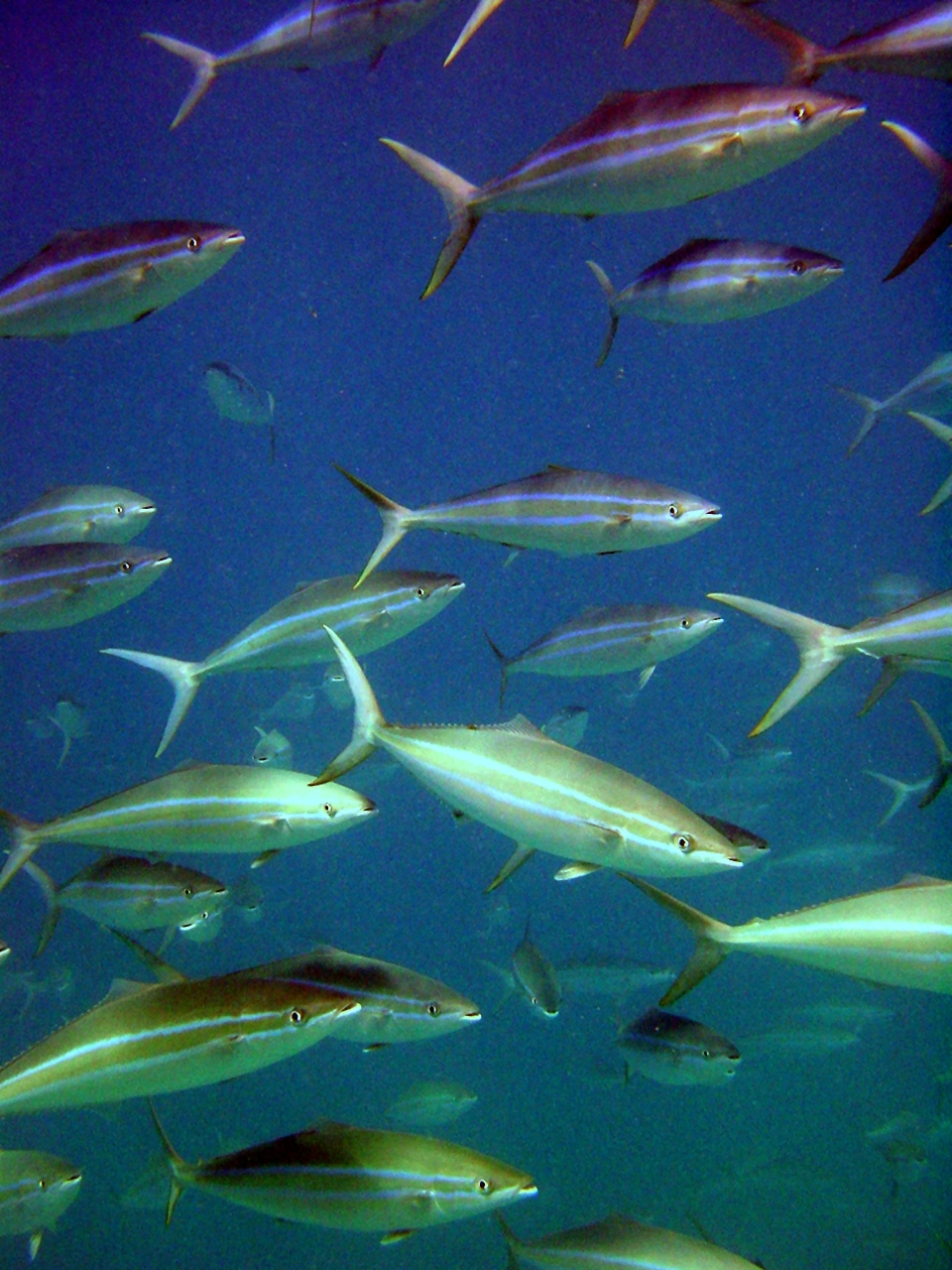
Mola d’Elagatis bipinnulata fotografiada al nord de les Hawaii.

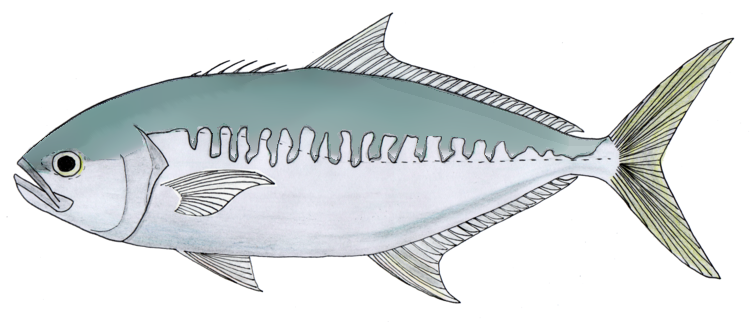
Campogramma glaycos

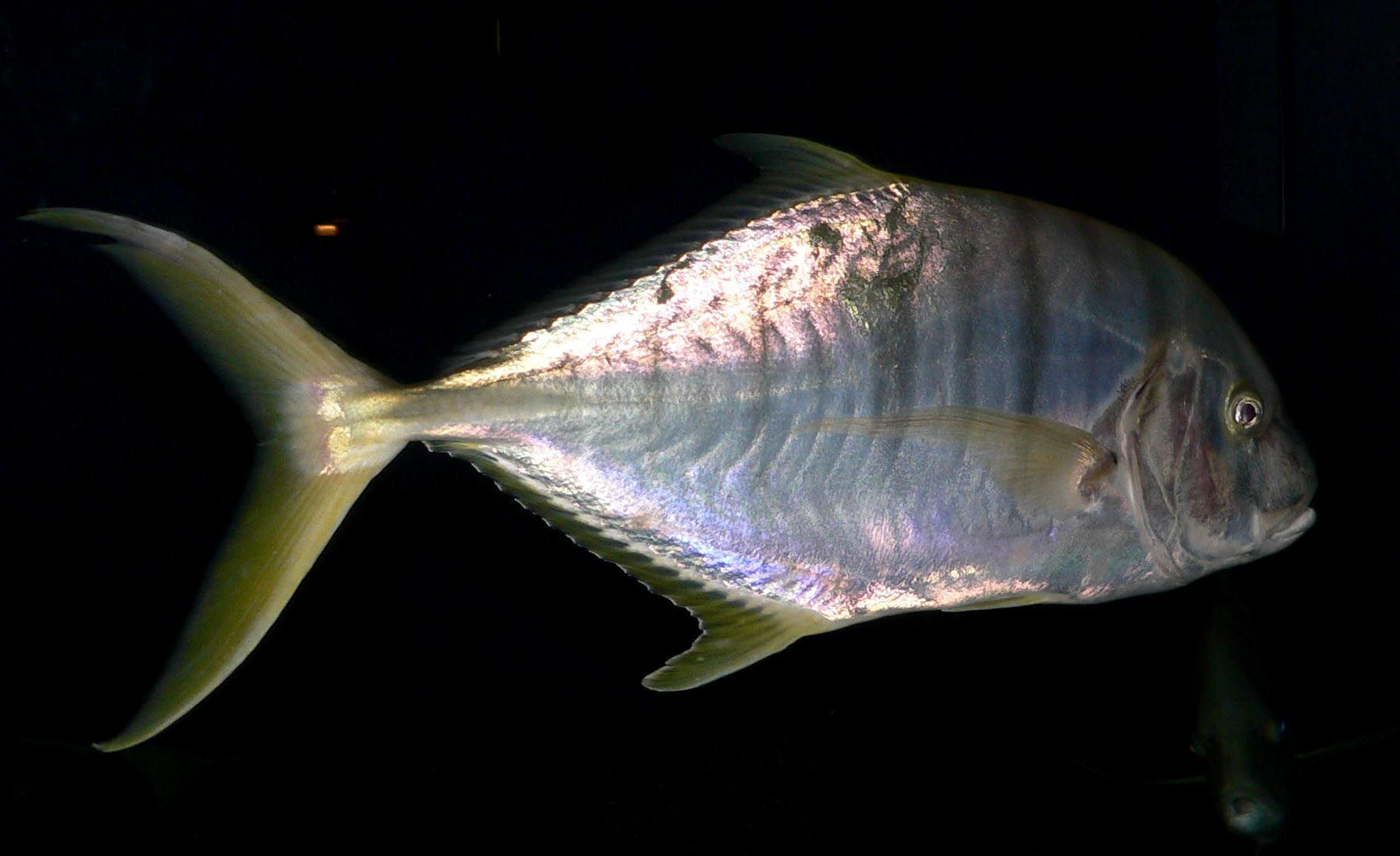
Gnathanodon speciosus

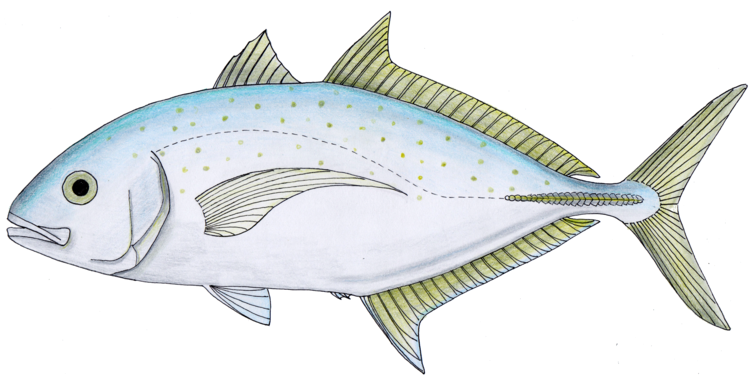
Carangoides fulvoguttatus

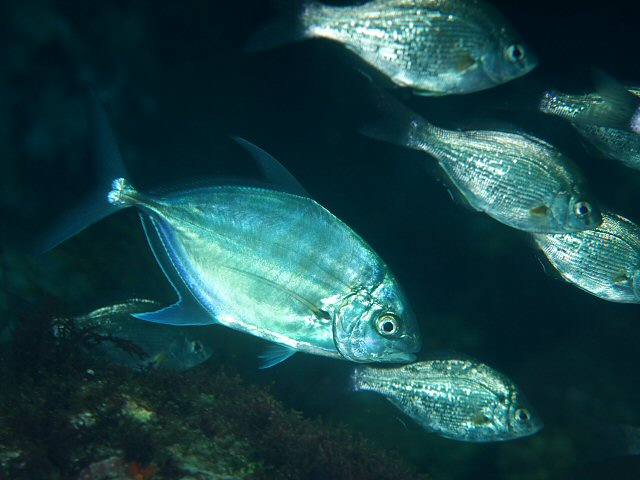
Carangoides ferdau

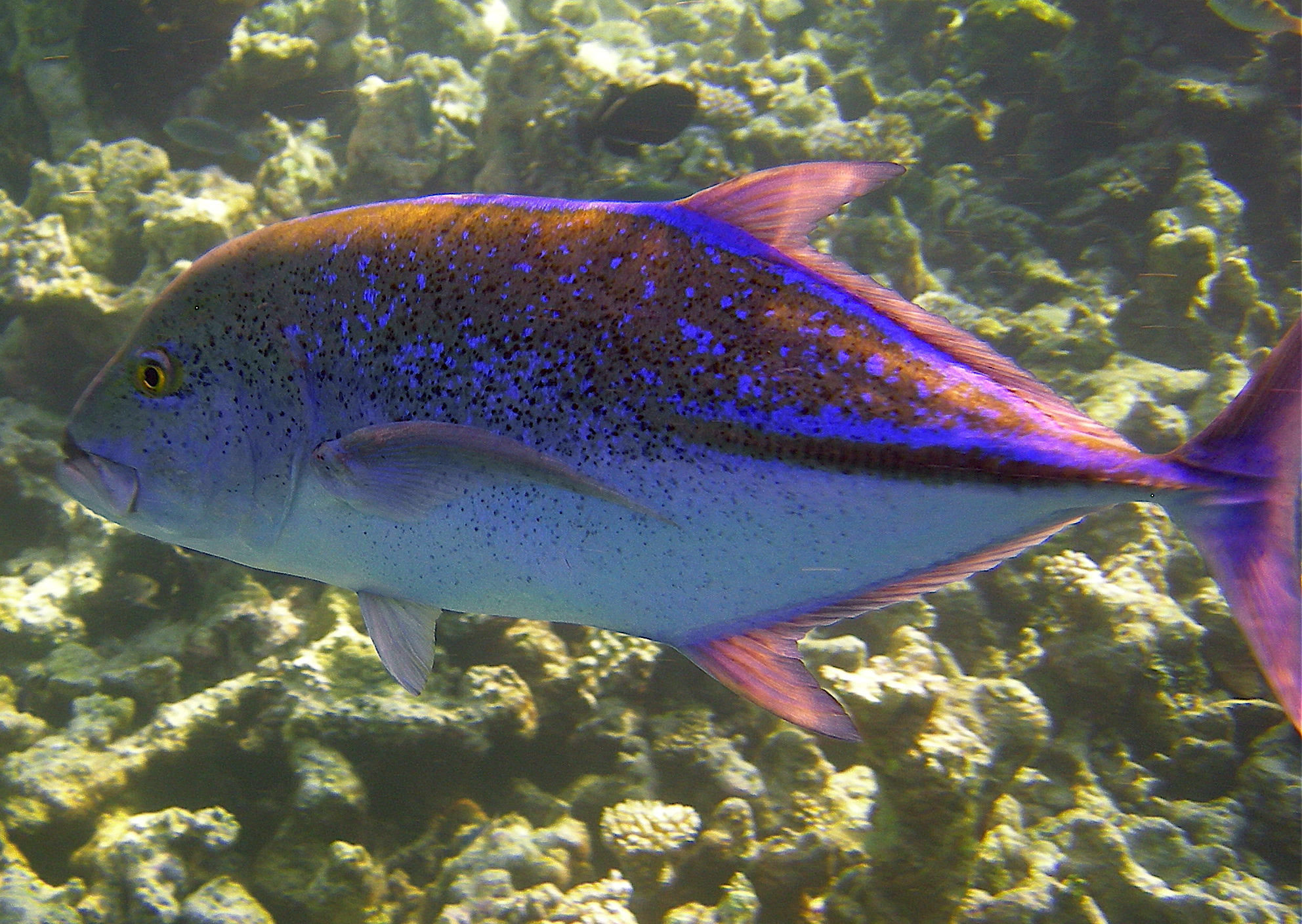
Caranx melampygus

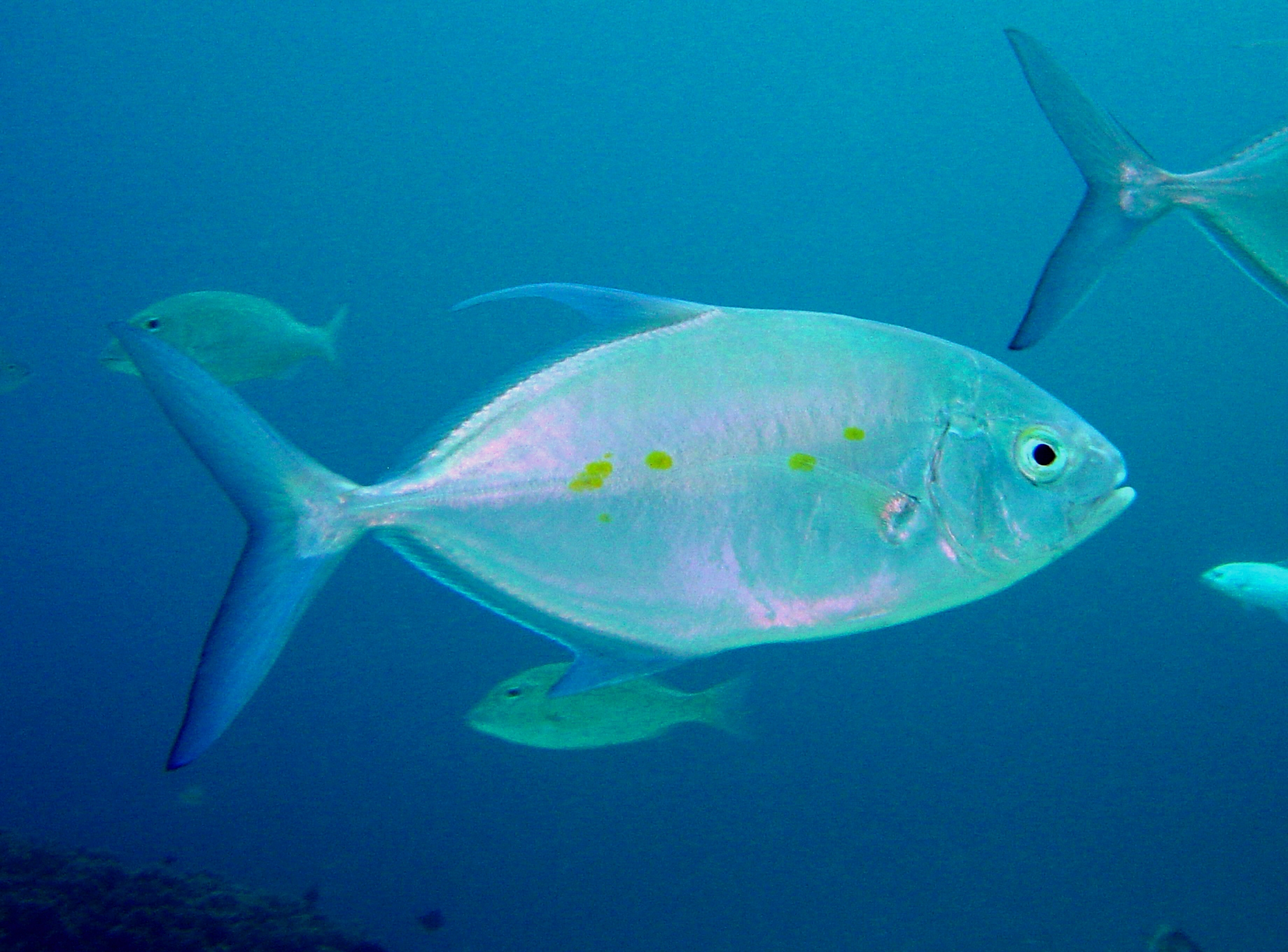
Carangoides orthogrammus fotografiat a l'illa de Guam.

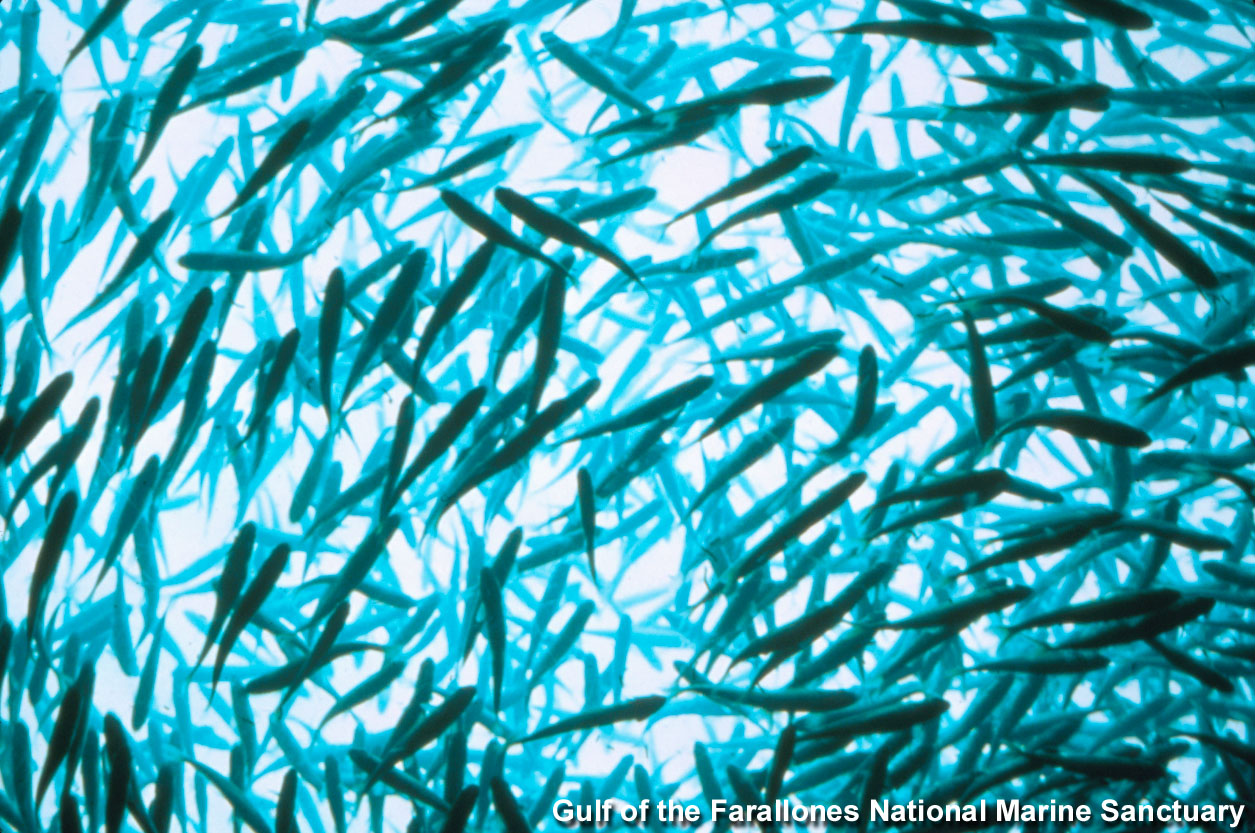
Mola de Trachurus symmetricus

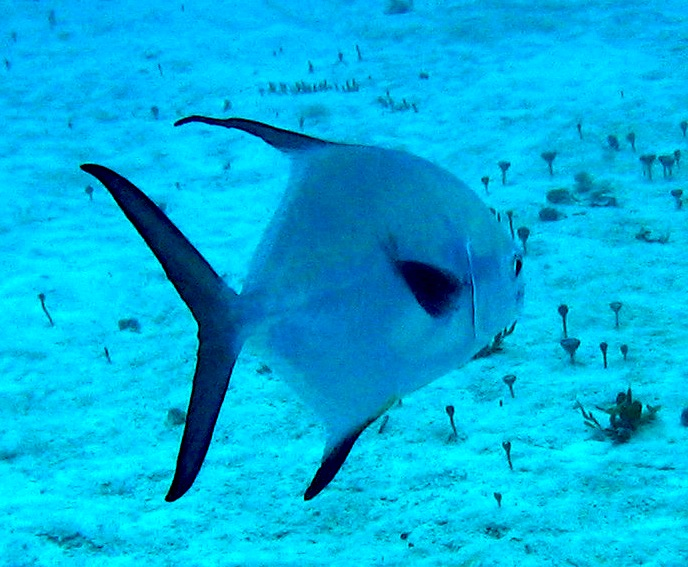
Trachinotus falcatus fotografiat a Puerto Morelos (Mèxic).

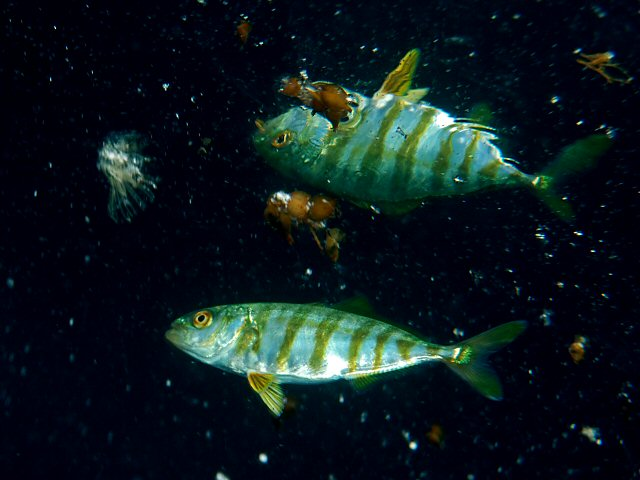
Seriola quinqueradiata

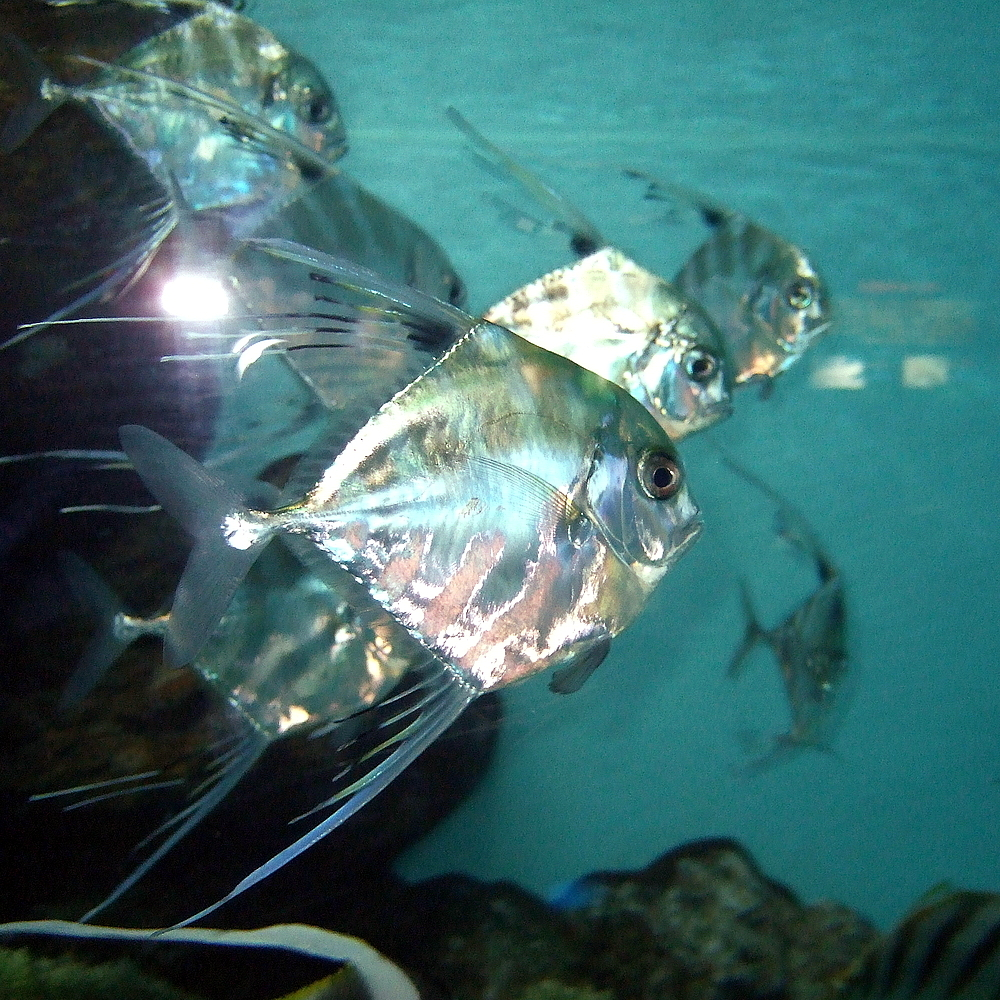
Alectis ciliaris

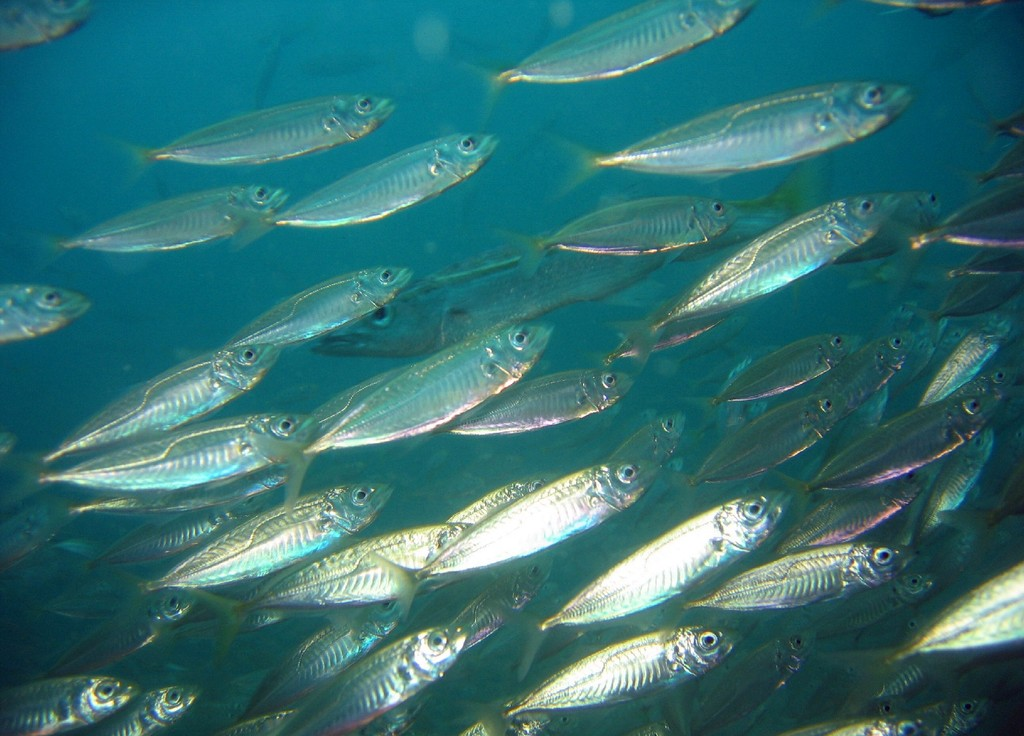
Mola de Trachurus declivis fotografiada a Nova Gal·les del Sud (Austràlia)

S'han descrit unes 150 espècies agrupades en 30 gèneres:
- Gènere Alectis (Rafinesque, 1815)[4]
  - Alectis alexandrina (Geoffroy Saint-Hilaire, 1817)[5]
  - Alectis alexandrinus (É.Geoffroy, 1817)[5]
  - Alectis ciliaris (Bloch, 1787)[6]
  - Alectis indicus (Cuvier, 1833)[7]
- Gènere Alepes (Swainson, 1839)[8]
  - Alepes apercna (Grant, 1987)[9]
  - Alepes djedaba (Forsskål, 1775)[10]
  - Alepes kleinii (Bloch, 1793)[11]
  - Alepes melanoptera (Swainson, 1839)[12]
  - Alepes vari (Cuvier, 1833)[13]
- Gènere Atropus (Oken, 1817)[14]
  - Atropus atropos (Bloch & Schneider, 1801)[15]
- Gènere Atule (Jordan & Jordan, 1922)[16]
  - Atule mate (Cuvier, 1833)[17][18][13]
- Gènere Campogramma (Regan, 1903)[19]
  - Campogramma glaycos (Lacépède, 1801)[20]
- Gènere Carangoides (Bleeker, 1851)[21]
  - Carangoides armatus (Rüppell, 1830)
  - Carangoides bajad (Forsskål, 1775)[10]
  - Carangoides bartholomaei (Cuvier, 1833)[13]
  - Carangoides chrysophrys (Cuvier, 1833)[13]
  - Carangoides ciliarius (Rüppell, 1830)
  - Carangoides coeruleopinnatus (Rüppell, 1830)
  - Carangoides dinema (Bleeker, 1851)[22]
  - Carangoides equula (Temminck i Schlegel, 1844)
  - Carangoides ferdau (Forsskål, 1775)[10]
  - Carangoides fulvoguttatus (Forsskål, 1775)[10]
  - Carangoides gymnostethus (Cuvier, 1833)[13]
  - Carangoides hedlandensis (Whitley, 1934)
  - Carangoides humerosus (McCulloch, 1915)
  - Carangoides malabaricus (Bloch i Schneider, 1801)
  - Carangoides oblongus (Cuvier, 1833)
  - Carangoides orthogrammus (Jordan i Gilbert, 1882)[23]
  - Carangoides otrynter (Jordan i Gilbert, 1883)
  - Carangoides plagiotaenia (Bleeker, 1857)[24]
  - Carangoides praeustus (Anònim -Bennett-, 1830)
  - Carangoides ruber (Bloch, 1793)[11]
  - Carangoides talamparoides Plantilla:Mida80%
- Gènere Caranx (Lacépède, 1801)[25]
  - Caranx bucculentus (Alleyne & Macleay, 1877)
  - Caranx caballus (Günther, 1868)
  - Caranx caninus (Günther, 1867)
  - Caranx crysos (Mitchill, 1815)[26][27]
  - Caranx fischeri (Smith-Vaniz & Carpenter, 2007)[28]
  - Caranx heberi (Bennett, 1830)[29]
  - Caranx hippos (Linnaeus, 1766)[30][31]
  - Caranx ignobilis (Forsskål, 1775)[10]
  - Caranx latus (Agassiz, 1831)[32]
  - Caranx lugubris (Poey, 1860)[33]
  - Caranx melampygus (Cuvier, 1833)[13]
  - Caranx papuensis (Alleyne & Macleay, 1877)[34]
  - Caranx rhonchus (É.Goffrey, 1817)[35]
  - Caranx sansun (Forsskål, 1775)
  - Caranx senegallus (Cuvier, 1833)
  - Caranx sexfasciatus (Quoy i Gaimard, 1825)[36]
  - Caranx tille (Cuvier, 1833)[13]
  - Caranx vinctus (Jordan i Gilbert, 1882)
- Gènere Chloroscombrus (Girard, 1858)[37]
  - Chloroscombrus chrysurus (Linnaeus, 1766)
  - Chloroscombrus orqueta (Jordan i Gilbert, 1883)
- Gènere Decapterus (Bleeker, 1851)[21]
  - Decapterus akaadsi (Abe, 1958)[38]
  - Decapterus koheru (Hector, 1875)
  - Decapterus kurroides (Bleeker, 1855)
  - Decapterus lajang (Bleeker, 1855)
  - Decapterus macarellus (Cuvier, 1833)[39]
  - Decapterus macrosoma (Bleeker, 1851)
  - Decapterus maruadsi (Temminck i Schlegel, 1843)
  - Decapterus muroadsi (Temminck & Schlegel, 1844)
  - Decapterus punctatus (Cuvier, 1829)[40]
  - Decapterus russelli (Rüppell, 1830).
  - Decapterus scombrinus (Valenciennes, 1846)
  - Decapterus tabl (Berry, 1968)
- Gènere Elagatis (Bennett, 1840)[41]
  - Elagatis bipinnulata (Quoy i Gaimard, 1825)[42]
- Gènere Gnathanodon (Bleeker, 1851)[43]
  - Gnathanodon speciosus (Forsskål, 1775)[44][45]
- Gènere Hemicaranx (Bleeker, 1862)[46]
  - Hemicaranx amblyrhynchus (Cuvier, 1833)
  - Hemicaranx bicolor (Günther, 1860)
  - Hemicaranx leucurus (Günther, 1864)
  - Hemicaranx zelotes (Gilbert, 1898)
- Gènere Lichia (Cuvier, 1816)[47]
  - Lichia amia (Linnaeus, 1758)[48]
- Gènere Megalaspis (Bleeker, 1851)[21]
  - Megalaspis cordyla (Linnaeus, 1758)
- Gènere Naucrates (Rafinesque, 1810)[49]
  - Naucrates ductor (Linnaeus, 1758)[48]
- Gènere Oligoplites (Gill, 1863)[50]
  - Oligoplites altus (Günther, 1868)
  - Oligoplites calcar (Bloch, 1793)
  - Oligoplites palometa (Cuvier, 1832)[51]
  - Oligoplites refulgens (Gilbert i Starks, 1904)
  - Oligoplites saliens (Bloch, 1793)
  - Oligoplites saurus (Bloch i Schneider, 1801)[52]
- Gènere Pantolabus (Whitley, 1931)[53]
  - Pantolabus radiatus (Macleay, 1881)
- Gènere Parastromateus (Bleeker, 1865)[54]
  - Parastromateus niger (Bloch, 1795)[55]
- Gènere Parona (Berg, 1895)[56]
  - Parona signata (Jenyns, 1841)
- Gènere Pseudocaranx (Bleeker, 1863)[57][58]
  - Pseudocaranx chilensis (Guichenot, 1848)[59]
  - Pseudocaranx dentex (Bloch i Schneider, 1801)[60]
  - Pseudocaranx dinjerra (Smith-Vaniz y Jelks, 2006)
  - Pseudocaranx wrighti (Whitley, 1931)[61]
- Gènere Scomberoides (Lacépède, 1801)[25]
  - Scomberoides commersonnianus (Lacépède, 1801)[62][20]
  - Scomberoides lysan (Forsskål, 1775)[10]
  - Scomberoides tala (Cuvier, 1832)[63]
  - Scomberoides tol (Cuvier, 1832)[63]
- Gènere Selar (Bleeker, 1851)[21]
  - Selar boops (Cuvier, 1833)[13]
  - Selar crumenophthalmus (Bloch, 1793)[11]
- Gènere Selaroides (Bleeker, 1851)[21]
  - Selaroides leptolepis (Cuvier, 1833)[13]
- Gènere Selene (Lacépède, 1802)[64][65]
  - Selene brevoortii (Gill, 1863)[66]
  - Selene brownii (Cuvier, 1816)[67]
  - Selene dorsalis (Gill, 1863)[68][69]
  - Selene gallus (Linnaeus, 1758)[70]
  - Selene orstedii (Lütken, 1880)[71]
  - Selene peruviana (Guichenot, 1866)[72]
  - Selene setapinnis (Mitchill, 1815)[73][74]
  - Selene spixi (Castelnau, 1855)
  - Selene vomer (Linnaeus, 1758)[70]
- Gènere Seriola (Cuvier, 1816)[47]
  - Seriola carpenteri (Mather, 1971)[75]
  - Seriola dumerili (Risso, 1810)[76][77]
  - Seriola fasciata (Bloch, 1793)[11]
  - Seriola hippos (Günther, 1876)[78]
  - Seriola lalandi (Valenciennes, 1833)[13]
  - Seriola peruana (Steindachner, 1881)[79][80]
  - Seriola quinqueradiata (Temminck i Schlegel, 1845)[81]
  - Seriola rivoliana (Valenciennes, 1833)[82][13]
  - Seriola zonata (Mitchill, 1815)[74]
- Gènere Seriolina (Wakiya, 1924)[83]
  - Seriolina nigrofasciata (Rüppell, 1829)[84]
- Gènere Trachinotus (Lacépède, 1801)[25]
  - Trachinotus africanus (Smith, 1967)[85]
  - Trachinotus anak (Ogilby, 1909)[86]
  - Trachinotus baillonii (Lacépède, 1801)[20]
  - Trachinotus blochii (Lacépède, 1801)[20]
  - Trachinotus botla (Shaw, 1803)[87]
  - Trachinotus carolinus (Linnaeus, 1766)[88][31]
  - Trachinotus cayennensis , 1832)[63]
  - Trachinotus coppingeri (Günther, 1884)[89]
  - Trachinotus falcatus (Valenciennes, 1833)[70]
  - Trachinotus goodei (Jordan i Evermann, 1896)[90]
  - Trachinotus goreensis (Cuvier, 1833)[63]
  - Trachinotus kennedyi (Steindachner, 1876)[91]
  - Trachinotus marginatus (Gill, 1863)[63]
  - Trachinotus maxillosus (Cuvier, 1832)[63]
  - Trachinotus mookalee (Cuvier, 1832)[92][93]
  - Trachinotus ovatus (Linnaeus, 1758)[70]
  - Trachinotus paitensis (Cuvier, 1832)[63]
  - Trachinotus rhodopus (Gill, 1863)[66]
  - Trachinotus stilbe (Jordan & McGregor, 1899)[94]
  - Trachinotus teraia (Cuvier, 1832)[63]
- Gènere Trachurus (Rafinesque, 1810)[95][96][97]
  - Trachurus aleevi (Rytov i Razumovskaya, 1984)[98]
  - Trachurus capensis (Castelnau, 1861)[99]
  - Trachurus declivis (Jenyns, 1841)[100]
  - Trachurus delagoa (Nekrasov, 1970)[101]
  - Trachurus indicus (Cuvier, 1833)[102]
  - Trachurus japonicus (Temminck i Schlegel, 1844)[103]
  - Trachurus lathami (Nichols, 1920)[104]
  - Trachurus longimanus (Norman, 1935)[105]
  - Trachurus mediterraneus (Steindachner, 1868)[106]
  - Trachurus murphyi (Nichols, 1920)[104]
  - Trachurus novaezelandiae (Richardson, 1843)[107]
  - Trachurus picturatus (Bowdich, 1825)[108]
  - Trachurus symmetricus (Ayres, 1855)[109]
  - Trachurus trachurus (Linnaeus, 1758)[70]
  - Trachurus trecae (Cadenat, 1950)[110]
- Gènere Ulua (Jordan & Snyder, 1908)[111]
  - Ulua aurochs (Ogilby, 1915)[112]
  - Ulua mentalis (Cuvier, 1833)[13]
- Gènere Uraspis (Bleeker, 1855)[113][114]
  - Uraspis helvola (Forster, 1801)[15]
  - Uraspis secunda (Poey, 1860)[33]
  - Uraspis uraspis (Günther, 1860)[115][116][117][118][119]

## Caràngids dels Països Catalans
- Palomida (Lichia amia)
- Sorell de penya, palomida xica (Lichia glauca)
- Lichia vadigo
- Pàmpol (Naucrates ductor)
- Tallahams, trencahams (Pomatomus saltatrix)
- Círvia, sírvia, sirviola, verderol (Seriola dumerili)
- Sorell (Trachurus trachurus)[120]